# オールナイトKBC
『オールナイトKBC・マントル宮本の××祭りだよ!カーニバロー!』（オールナイト ケイビーシー マントルみやもとのチョメチョメまつりだよ!カーニバロー!）とは、KBCラジオで2013年5月から始まったラジオ番組。基本放送時間は月1日曜 25:05 - 26:20。パーソナリティは宮本けいすけ（KBCアナウンサー）だが、この番組限定で「マントル宮本」名義を使用している。

## 概要
当初は『中島みゆきのオールナイトニッポン月イチ』（ニッポン放送制作）のネットが始まったことにより、日曜の深夜休止時間帯を埋めようと始まったもの。そのためジングルや宮本本人からも「オールナイトニッポン月イチの前座」と言い回しを多用していた。これによって、KBCラジオでは2013年5月 - 2018年9月の月1回の日曜の深夜（月曜未明）は終夜放送となっていた。
中島みゆきのオールナイトニッポン月イチは2018年9月放送分をもって終了したが、この番組については毎月最終日曜に放送枠を確保したうえで継続することになり、しかも、2018年10月以降の放送時間は前と変わらず、25:05の放送開始となっているが終了時間はこれまで通りとなっている。また博多祇園山笠の最後の行事「追い山」の生中継を行う『博多祇園山笠追い山中継 走れ!山笠』が放送される2018年以降は前座番組として7月15日 3:00 - 4:00にも放送される
KBCラジオでのローカル放送であるため、「オールナイトニッポン」シリーズの関連番組ではない。
番組は基本的に録音されたものを放送しており、『アサデス。九州・山口』の放送終了後に録音しているという。
当番組には宮本のパートナーとしてゲストが来ることも多いが、ほとんどがKBCのアナウンサー、パーソナリティや番組スタッフであり、アナウンサー陣では和田安生、奥田智子、小林徹夫などが出演経験がある。また、話が盛り上がりすぎて結果的に用意した曲が全くかからないこともしばしば起こる。
2018年10月からのジングルは木村匡也が担当している。
2021年4月からは不定期で『オールナイトKBC・マントル宮本のちょこっとだけカーニバロー!』を放送している。これは過去の放送分からランダムに選んだものに本編のアナウンスを務める女性による番組専用のアナウンスをまとめて15分に編集したものである。「ちょこっとだけ」というだけあり、番組改編によってできてしまった隙間で放送される。

## 放送日・ゲスト
第1回 - 66回
『中島みゆきのオールナイトニッポン月イチ』放送日に準ずる。リンク先参照。
特別版：第63回 2018年7月15日 3:00 - 4:00
第67回 -
| 第67回 | 2018年11月11日 | 第68回 | 2018年11月25日    | 第69回 | 2018年12月30日    | 第70回 | 2019年01月27日    |
| 第71回 | 2019年01月27日 | 第72回 | 2019年02月24日    | 第73回 | 2019年03月31日    | 第74回 | 2019年04月28日    |
| 第75回 | 2019年05月26日 | 第76回 | 2019年06月30日    | 第77回 | 2019年07月14日    | 第78回 | 2019年07月28日    |
| 第79回 | 2019年08月25日 | 第80回 | 2019年09月29日    | 第81回 | 2019年11月25日    | 第82回 | 2019年12月30日    |
| 第83回 | 2020年04月26日 | 第84回 | 2020年05月31日    | 第85回 | 2020年06月28日    | 第86回 | 2020年07月26日    |
| 第87回 | 2020年08月30日 | 第88回 | 2020年0 - 月 - 日 | 第89回 | 2020年0 - 月 - 日 | 第90回 | 2020年0 - 月 - 日 |

特別版
2019総集編 2019年12月31日 20:00 - 21:00
再放送 2020年07月15日 04:30 - 04:45

### ゲスト
上記のアナウンサーやスタッフ関係者を除く
- 山田としあき（2019年8月25日[18]） - ローカルタレントで『アサデス。』や『サワダデース』でおなじみ。この回は「福岡市地下鉄一駅ごと特集」として放送されたものの、『KBCホークスナイター』次第では放送縮小も考えられたため、一駅5分での収録を進めながら進行した。結果ツイッターにも「ホークス次第」と書かれた[19]
- 羽鳥慎一（2019年11月25日[18]） - フリーアナウンサーでKBCテレビでは『羽鳥慎一 モーニングショー』や『羽鳥×宮本 福岡好いとぉ』でもおなじみ。宮本とは『福岡好いとぉ』で初共演し、11月号の放送終了後に収録に参加。
- 服部さやか（2019年11月25日[20]） - タレント、元LinQメンバー。『アサデス。』でレポーターを担当するほか、一部コーナーでは裏方もこなす。羽鳥が30分ほどの出演であったため、その後の時間帯に登場。
- コンバット満（2022年2月27日）-　当初は1月のゲスト出演予定だったが新型コロナウィルスに感染した為出演がキャンセルとなり1ヶ月後の2月に出演した。